# ميلوش بازوفسكي
ميلوش ألكسندر بازوفسكي Miloš Alexander Bazovský (1899 – 1968) رسام سلوفاكي بارز، يصنف عادة ضمن أشهر الرسامين في القرن العشرين في سلوفاكيا.